# 歌川年丸
歌川 年丸（うたがわ としまる、生没年不詳）とは、江戸時代の浮世絵師。

## 来歴
歌川国丸の門人。歌川の画姓を称し、作画期は文政または天保の頃とされる。文政11年（1828年）建立の豊国先生瘞筆之碑に「国丸社中」として「年丸」の名があるが、その他の経歴や作については不明。